# Goldene Rundblattnase
Die Goldene Rundblattnase (Rhinonicteris aurantia) ist eine Fledermausart aus der Familie der Rhinonycteridae. Es ist die einzige rezente Art der Gattung Rhinonicteris, die in Australien endemisch ist und im äußersten Norden und Nordwesten des Landes vorkommt. Goldene Rundblattnasen leben in Höhlen, fressen Motten und reagieren empfindlich auf menschliches Eindringen.

## Beschreibung
Die Goldene Rundblattnase ist eine kleine Fledermaus mit einem Gewicht von 7 bis 11 Gramm, die in großen Kolonien unterirdischer Umgebung lebt, normalerweise in Höhlen und verlassenen Minen. Die Farbe des Fells variiert zwischen den Individuenzwischen bräunlich, rötlich-orange, zitronengelb bis weiß. Die Unterarmmaße reichen von 42 bis 46 Millimetern.
Die Ohren, die kleiner sind als bei ähnlichen Arten, sind an der Spitze scharf zugespitzt.
Die Maße für Kopf und Körper zusammen liegen bei 43 bis 53 Millimetern.

## Verbreitung

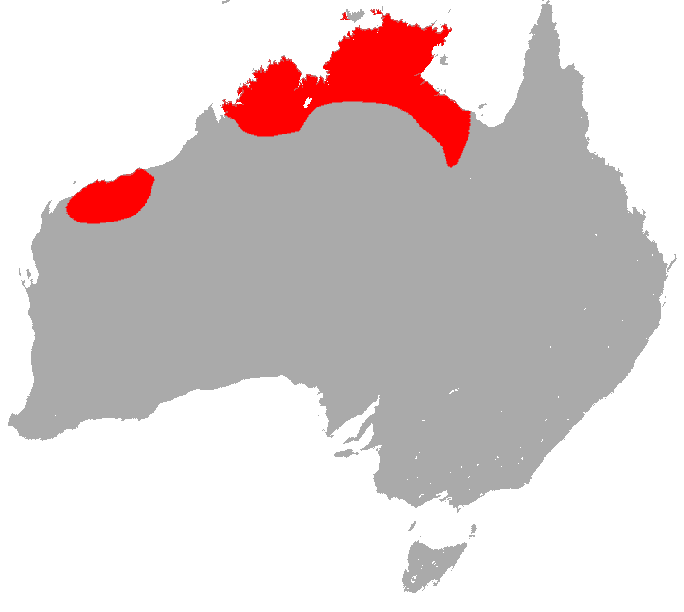
Verbreitungsgebiet in Australien

Das Verbreitungsgebiet von Rhinonicteris aurantia erstreckt sich über den Norden Australiens, den Top End und den Kakadu-Nationalpark, das den nördlichsten Teil des Northern Territory umfasst und sich bis nach Westaustralien und Nordwest-Queensland erstreckt. Eine geographisch getrennte Population findet sich in der Region Pilbara im Nordwesten. Der westlichste Punkt des Verbreitungsgebietes liegt bei Derby, Western Australia und erstreckt sich von hier nach Osten bis nach Lawn Hill, Queensland.
Ein Ort, der für seine große Kolonie bekannt ist, die in die Tausende geht, befindet sich an den Tolmer Falls im Lichfield-Nationalpark. In den Kimberley-Kalksteinhöhlen kommen die größten Kolonien der Art vor. Auch beim Tunnel Creek kommt die Fledermausart in Gesellschaft mit einigen anderen Fledermausarten vor.

## Lebensweise

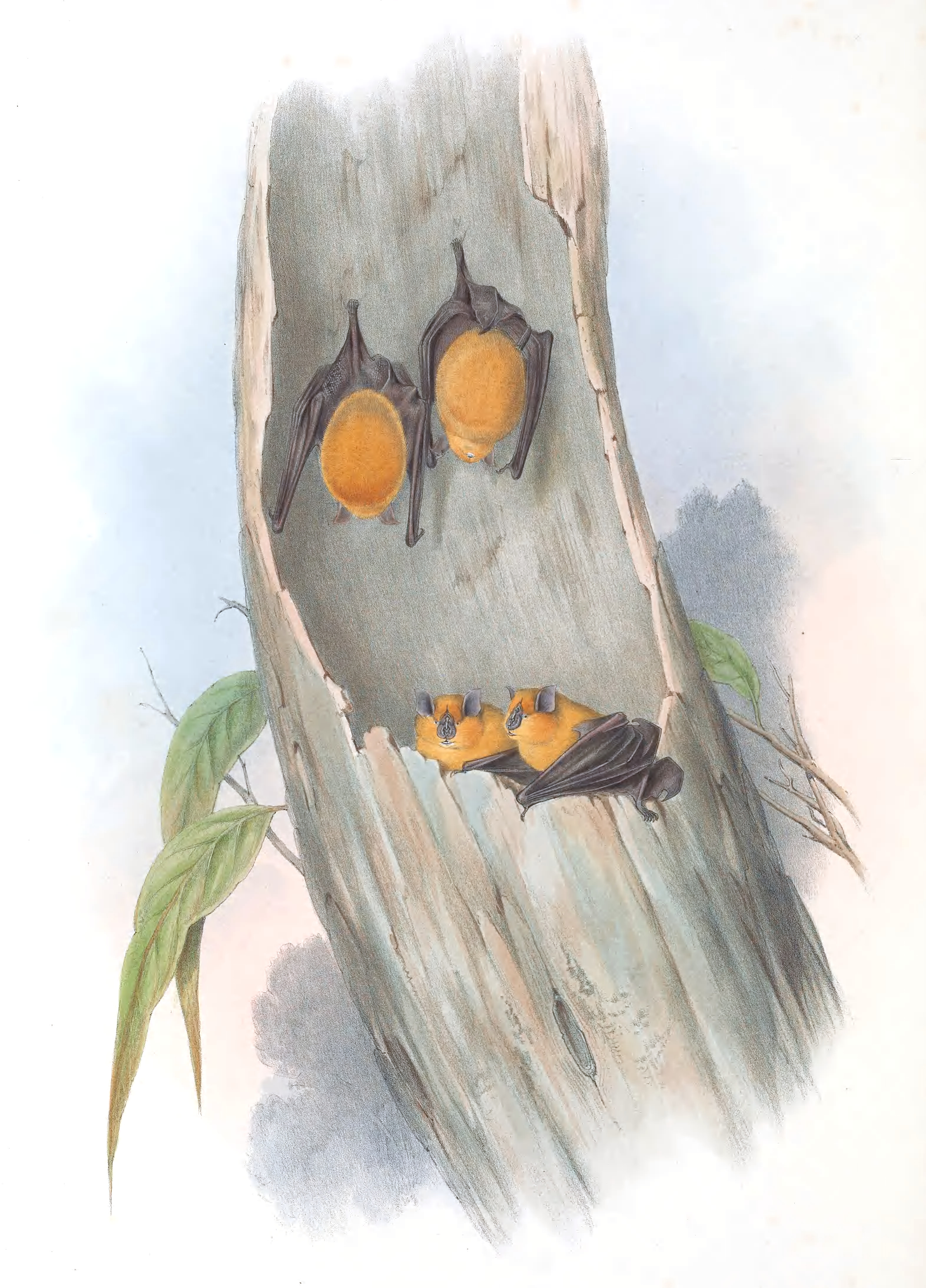
Rhinonicteris aurantia

Wie viele Fledermäuse in trockenen Regionen sind sie Insektenfresser. Rhinonicteris aurantia kommt in großen Höhlen vor, in denen sie mit anderen Fledermausarten zusammenleben. Die bevorzugte Umgebung der Höhle ist warm und feucht, andere Möglichkeiten für Schlafplätze sind Baumhöhlen. Die Kolonie kann in die Tausende gehen, aber die Individuen gruppieren sich auch in Gruppen von zwanzig und mehr.
Die Nahrung an Insekten umfasst verschiedene Käfer, Rüsselkäfer, Wanzen, Wespen und Ameisen sowie Motten. Die Fledermäuse wagen sich während ihrer nächtlichen Jagdaktivitäten mehrmals hinaus.

## Gefährdung
Die Goldene Rundblattnase reagiert empfindlich auf Störungen am Ruheplatz und findet im Ausweichquartier selten gute Bedingungen. Die Flutung alter Bergbauschächte führt zum Verlust vieler möglicher Verstecke. Kollisionen mit Kraftfahrzeugen treten recht häufig auf. Unabhängig davon wird die Gesamtpopulation als groß eingeschätzt. Die IUCN listet die Art als nicht gefährdet (least concern).